# 貓舍

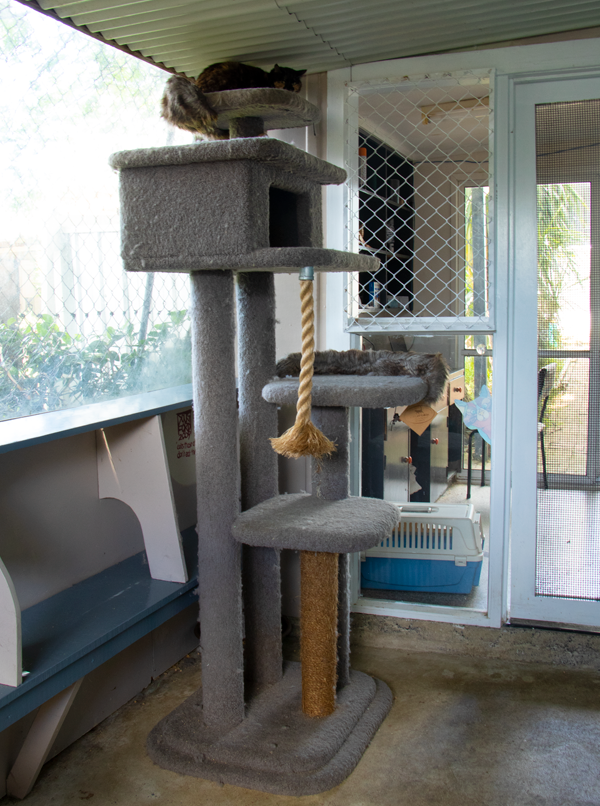
供貓隻短暫寄養的貓舍內部

貓舍是专门繁殖名贵品种宠物猫进行销售盈利的场所。不同于传统的宠物店和宠物医院，貓舍沒有宠物美容、洗澡、护理、治疗等业务，貓舍经营者多以普通民宅作为饲养场所，通过互联网平台或宠物交易市场收購和銷售貓隻。由于缺乏相关的卫生设施，由此引发扰民、宠物未经检疫等一系列问题。

## 外部連結
- 维基共享资源上的相關多媒體資源：貓舍